# Marica Gajić
Marica Gajić (Bijeljina, 27 aprile 1995) è una cestista bosniaca.

## Carriera
È stata selezionata dalle Washington Mystics al terzo giro del Draft WNBA 2015 (32ª scelta assoluta).
Con la Bosnia ed Erzegovina ha disputato i Campionati europei del 2021.